# Corta de troncos

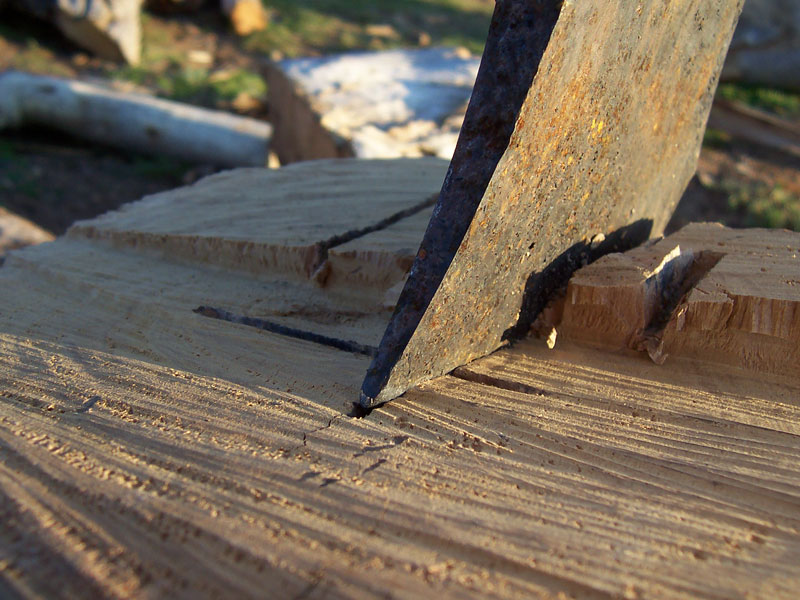
Corta de troncos.

El corte o corta de troncos es una actividad tradicional de la explotación maderera, de la construcción y de las tareas domésticas. En varias zonas boscosas de Europa, Norteamérica, Australia y Nueva Zelanda han surgido deportes tradicionales basados en las tareas de los leñadores. Por ejemplo, en Castilla, Asturias, León y Cantabria existe la corta de troncos, o corta de tueros en asturiano. También en el País Vasco y Navarra la aizkolaritza, corte de troncos con hacha, y la trontzalaritza o simplemente trontza, corte de troncos con sierra.
Lo que tienen en común todas estas modalidades es que se compite partiendo fragmentos de troncos de árboles, mediante una herramienta homologada, que puede ser un hacha, un tronzador o tronzón (sierra para dos personas) o una sierra eléctrica. Existe varias federaciones, pero no han unificado sus reglamentos. Esto implica que en las competiciones internacionales los deportistas visitantes suelan vérselas con una normativa a la que no están acostumbrados.

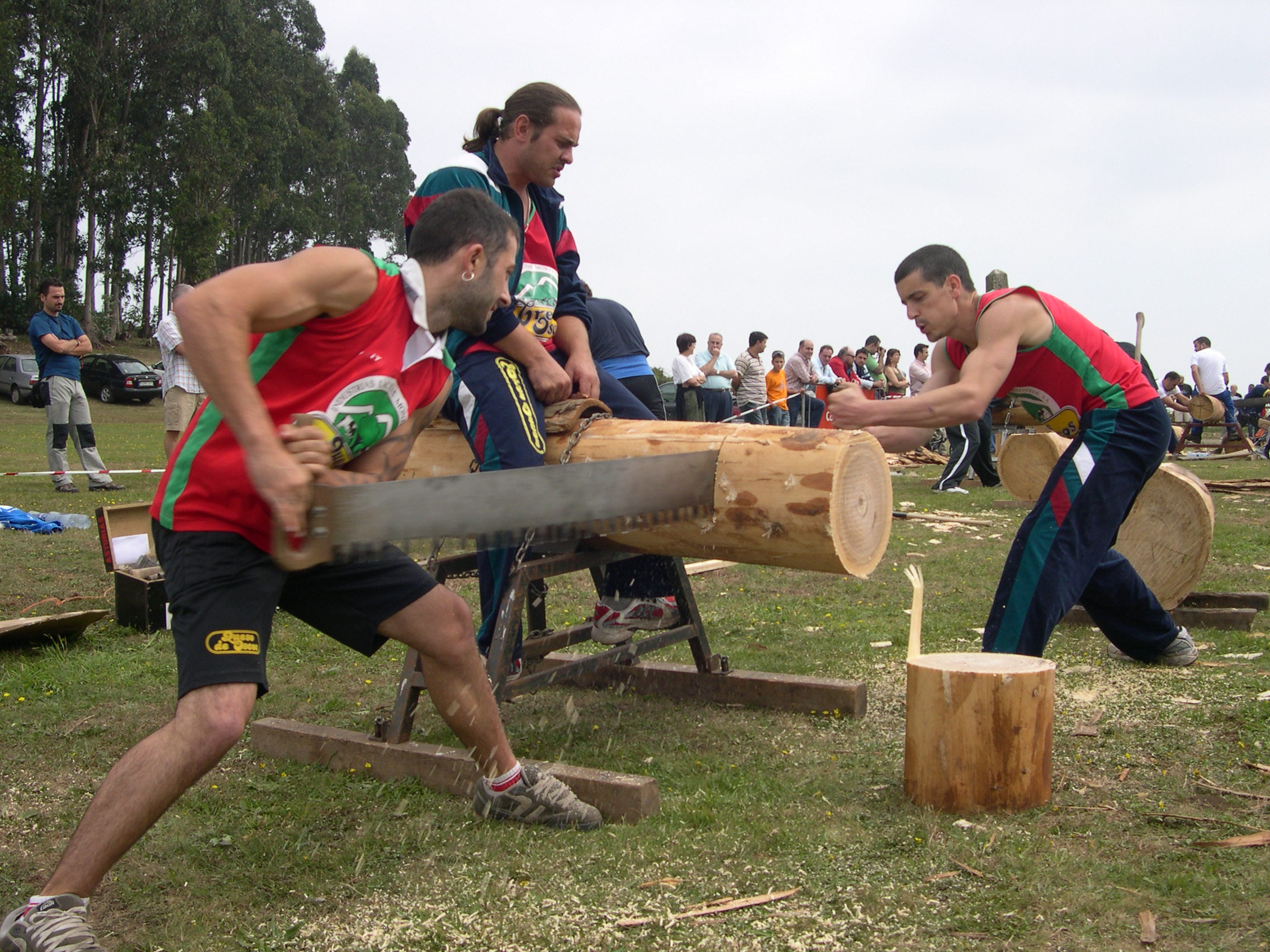
Corta con tronzón en Asturias.

Además de las herramientas empleadas, hay muchas otras diferencias entre modalidades:
- El tipo de madera utilizado: predomina el haya en el País Vasco, Navarra y Cantabria, el eucalipto en Asturias y Australia, el pino en Castilla, etc. En el País Vasco se suele quitar la corteza antes de la competición, mientras que en Asturias se cortan con corteza.
- La colocación de los troncos (horizontal o vertical): Para el corte con hacha, la forma más usual en la aizkolaritza vasca es colocar los troncos horizontalmente clavados a un soporte, subiendo el aizkolari sobre el tronco. En Castilla se colocan también horizontalmente, pero sin sujeción. En los casos en que el tronco se mantiene vertical, el cortador puede hacer el corte desde el suelo a una altura inferior a dos metros, o puede tener que realizar varios cortes sucesivos, para fijar apoyos y subir a varios metros de altura para acabar seccionando la parte superior.
- La duración de las pruebas, o la cantidad de troncos que cortar. Comparativamente, las pruebas de Canadá o de Australia son consideradas de velocidad, mientras que las de aizkolaris vascos, que suelen durar más de 30 minutos (a veces exceden de 60) se consideran de resistencia.
- El carácter individual, por parejas o por equipos, y el sexo de los participantes (en las pruebas de corte con tronzador las parejas pueden ser masculinas, femeninas o mixtas).
- El objetivo: En la mayoría de las variantes se trata simplemente de seccionar el tronco, una o varias veces. En Noruega existe una variante en la que se talla una silla o letras en madera con sierra eléctrica.

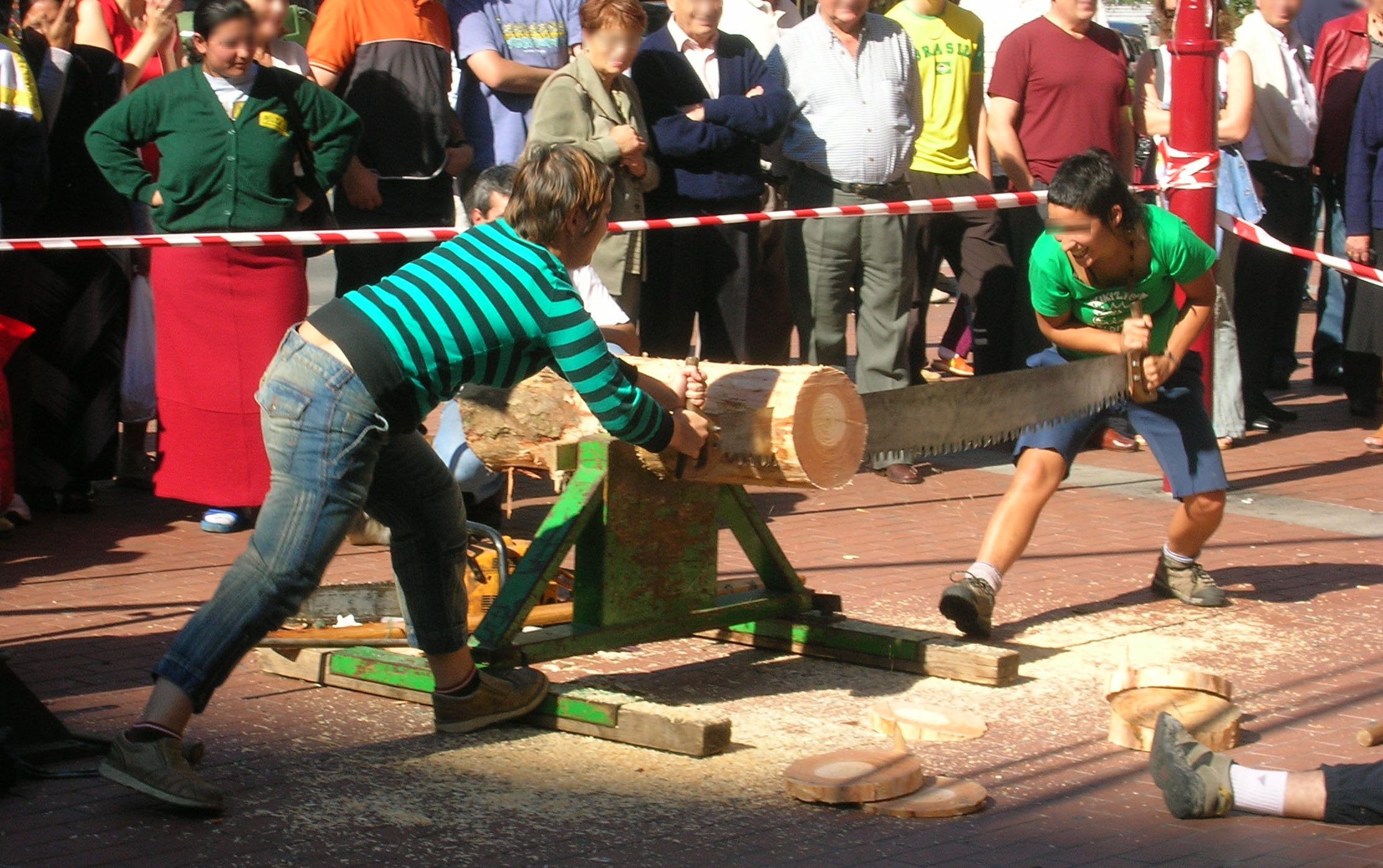
Chicas practicando el corte con tronza en Baracaldo (Vizcaya).

## Zonas de Europa donde se practica
- Alemania.
- Austria.
- República Checa.

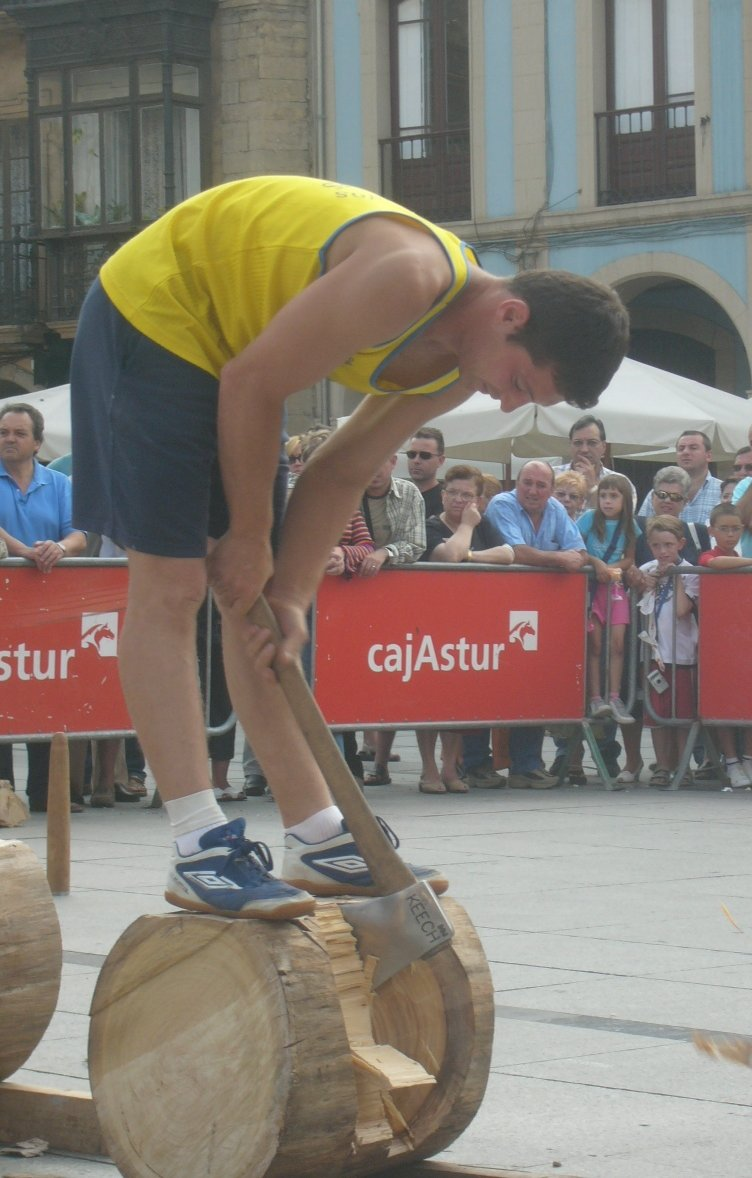
Competición de corta de troncos en Avilés (Asturias).

- En España hay dos federaciones importantes: una en Asturias y otra en País Vasco y Navarra. Se practica menos en Cantabria, Huesca, Madrid y en Castilla y León especialmente en Palencia, Segovia, León y Soria.
- En Francia, en el Pirineos Atlánticos y la región de los Alpes.
- Países Bajos.
- Reino Unido.
- Noruega.
- Suiza.

### En castellano
- Reglamento de la corta de troncos (enlace roto disponible en Internet Archive; véase el historial, la primera versión y la última). asturiana con hacha.
- Reglamento de la corta de troncos (enlace roto disponible en Internet Archive; véase el historial, la primera versión y la última). asturiana con tronzón.
- Aizkolaris en la web del Gobierno Vasco.
- Aizkolaris en la web de la Federación Vizcaína de Juegos y Deportes Vascos
- Tronzalaris en la web de la Federación Vizcaína de Juegos y Deportes Vascos

### América
- Can Log - Canadian Loggers Sports Asociation, Asociación deportiva de Cortadores de Canadá (en inglés).
- United States Axemen's Association, Asociación de Cortadores con Hacha de Estados Unidos (en inglés).

### Europa
- Waldarbeitsmeisterschaft, unión de cortadores de Baviera, Alemania (en alemán).
- Eurojack, unión de cortadores de Austria (en alemán).
- Anton, competición noruega (en noruego).
- Anton, competición noruega (en inglés).

### Oceanía
- New South Wales Axemen's Associations Inc. Archivado el 19 de diciembre de 2005 en Wayback Machine. Asociación de Cortadores con Hacha de Nueva Gales del Sur, Australia (en inglés).
- Axeman's Carnival, competición en Nueva Zelanda (en inglés).

- Datos: Q3111240
- Multimedia: Wood chopping sports / Q3111240